# Bianca Maria Fiorillo
Bianca Maria Fiorillo (Venezia, 1º marzo 1945 – Venezia, 4 agosto 2021) è stata una politica italiana.

## Biografia
Ha lavorato come quadro di Ferrovie dello Stato. Inizia la propria militanza politica con il Partito Comunista Italiano, di cui è stata segretaria della sezione di piazza Barche a Venezia, venedo eletta anche consigliera comunale nel capoluogo veneto. Divenne poi segretaria di Federcasalinghe.
In seguito aderisce a Rinnovamento Italiano di Lamberto Dini, con cui viene eletta al Senato della Repubblica nel 1996 per la XIII Legislatura; è stata anche Sottosegretario di Stato per il lavoro e la previdenza sociale nel Governo D'Alema I dal 1998 al 1999.
Dopo la pensione si laurea in Scienze politiche all'Università di Padova.
Muore nella propria città natale, il 4 agosto 2021, all'età di 76 anni.